# Falla King-Kong
La comissió Jacint Benavent-Reina Na Germana, més coneguda com a Falla King-Kong va ser una entitat fallera de la ciutat de València, de marcat caràcter transgressor i progressista. Va plantar durant tres anys: 1978, 1979 i 1980.

## Història
Va ser fundada el 1977 a un carrer de l'Eixample valencià per fills de la burgesia valenciana, provinents de l'entorn de la Universitat de València (i més concretament, de la Facultat d'Arquitectura) i vinculats a ambients progressistes i intel·lectuals. Entre els seus membres hi hagué Fernando Villalonga Campos, Alfons López Tena i el president de la falla, Julio Tormo. Entre els seus objectius hi havia el d'acabar amb la mercantilització i coentor de la festa, el centralisme de la Junta Central Fallera i denunciar la separació entre el món faller i el món real.
Entre els seus actes, va ser altaveu de grups de música com Al Tall o Els Pavesos. Al seu llibret de falla escrigueren assagistes com Josep Vicent Marqués, Vicent Franch i Joan Fuster, a més de comptar amb la participació d'artistes de la Nova Escola Valenciana de Còmic, com Micharmut, Sento Llobell o Manel Gimeno. També s'oposaven a la utilització del vestit de panderola que la Junta Central Fallera feia utilitzar als homes en aquelles dates, utilitzant, en canvi, la indumentària tradicional valenciana, no reconeguda com a vàlida aleshores però plenament normalitzada actualment.
En les seues falles també potenciaren la crítica social, la participació veïnal i l'experimentació artística. Per la seua línia anti-conservadora van rebre atacs i amenaces de l'extrema dreta.

## Actualitat
Per a 1981, un grup de veïns cansats de la polèmica, la provocació innecessària i l'algaravia van crear la falla Jacint Benavent-Reina Donya Germana-Salamanca, que ocupava la demarcació de la King-Kong però amb un esperit diferent.